# Dóra Papp
Dóra Papp (Szombathely, 5 januari 1991) is een voetbalspeelster uit Hongarije.
Ze speelde op 3 september 2021 met een invalbeurt haar debuutwedstrijd voor vv Alkmaar in de Vrouwen Eredivisie.

## Statistieken
| Seizoen | Club       | Land      | Competitie         | Wedstrijden | Doelpunten |
| ------- | ---------- | --------- | ------------------ | ----------- | ---------- |
| 2021/22 | vv Alkmaar | Nederland | Vrouwen Eredivisie | 1           |            |
| Totaal  | Totaal     | Totaal    | Totaal             | 1           | --         |

Laatste update: sep 2021

## Interlands
Sinds 2017 speelt Papp met het Hongaars vrouwenvoetbalelftal, en ook speelde ze op de kwalificaties voor het EK 2022.